# Přísečnická dráha

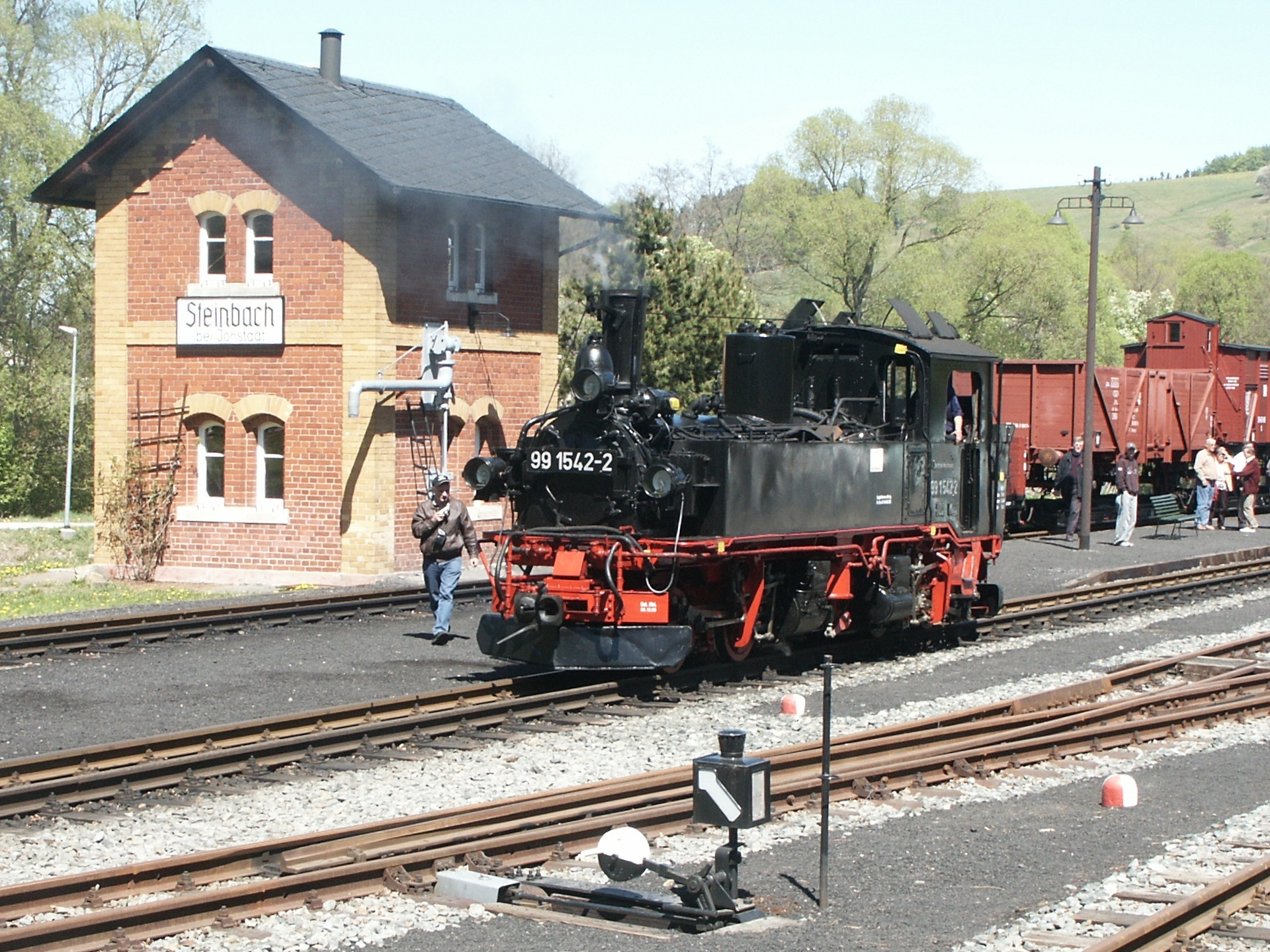
"Meyerka" IV K 99 1542-2 ve Steinbachu

Přísečnická dráha (německy: Preßnitztalbahn) byla saská úzkorozchodná trať stoupající z Wolkensteinu údolím Přísečnice (Preßnitz) do Jöhstadtu v Krušných horách. V roce 1986 rozhodly státní orgány NDR o ukončení provozu, trať byla následně snesena. V roce 2000 byl obnoven muzejní provoz v úseku mezi Steinbachem a Jöhstadtem.
Stavba započala v roce 1891, první pravidelné spoje dorazily do Jöhstadtu 1. června 1892. V květnu 1893 byla trať kvůli snazší přepravě nákladů prodloužena až k zemské hranici. Uvažovalo se o napojení na českou železniční síť, především kvůli přepravě uhlí z Mostecké pánve. V roce 1893 obdržel saský zemský sněm žádost o obočku z Mittelschmiedebergu do přeshraniční stanice Reitzenhain, projekt však byl z finančních důvodů zamítnut. Bylo také uvažováno o výstavbě trati z Jöhstadtu přes město Přísečnice do Výsluní, ležícího na normálněrozchodné trati Chomutov - Vejprty. Před první světovou válkou byl rozpracován projekt prodloužení trati z Jöhstadtu do Vejprt.
31. prosince 1986 byl provoz ukončen. Přísečnická dráha se stala poslední tratí, kterou se státní orgány NDR rozhodly uzavřít a snést. Demontáž byla dokončena v létě 1989.

## Technická data
- rozchod: 750 mm
- délka: 24,38 km
- převýšení: 310 m
- max. stoupání: 25 promile
- maximální rychlost: 30 km/h

## Trať
Zrušené úseky jsou vyznačeny kurzivou.
- 0,0 km Wolkenstein 391,5 m n. m. /na normálněrozchodné Sapavské dráze (Zschopautalbahn) z města Flöha/
- 2,0 km most přes Sapavu (Zschopau)
- 3,8 km Streckewalde 417,1 m n. m.
- 6,0 km Großrückerswalde 441,5 m n. m.
- 9,4 km Niederschmiedeberg 481,4 m n. m.
- 13,6 km Oberschmiedeberg 525,0 m n. m.
- 15,0 km Steinbach 542,7 m n. m.
- 15,5 km Wildbach
- 16,5 km Stolln
- 18,3 km Forellenhof
- 18,9 km Schmalzgrube 597,6 m n. m.
- 21,3 km Loreleifelsen
- 21,8 km Schlössel 566,3 m n. m.
- 23,0 km Jöhstadt 634,4 m n. m.
- 24,3 km Jöhstadt nákl. n. 701,7 m n. m.

## Obnova úseku Steinbach - Jöhstadt
- 1990 sanace zchátralé výtopny v Jöhstadtu
- duben 1992: položeno prvních 180 metrů kolejí
- 1993: provoz do stanice Schlössel
- 1994: muzejní vlaky až do nové zastávky Loreleifelsen
- 1995: provoz do stanice Schmalzgrube
- 1996: obnova stanice Schmalzgrube, provoz až do nové zastávky Forellenhof
- 1998: konec trati posunut až k nové zastávce Andreas-Gegentrum-Stolln
- 2000: dokončení úseku do stanice Steinbach, čímž dosáhla délka tratě 8 km.
- 2015: rozšířena stanice Jöhstadt

Další prodloužení tratě není zamýšleno.

## Vozový park

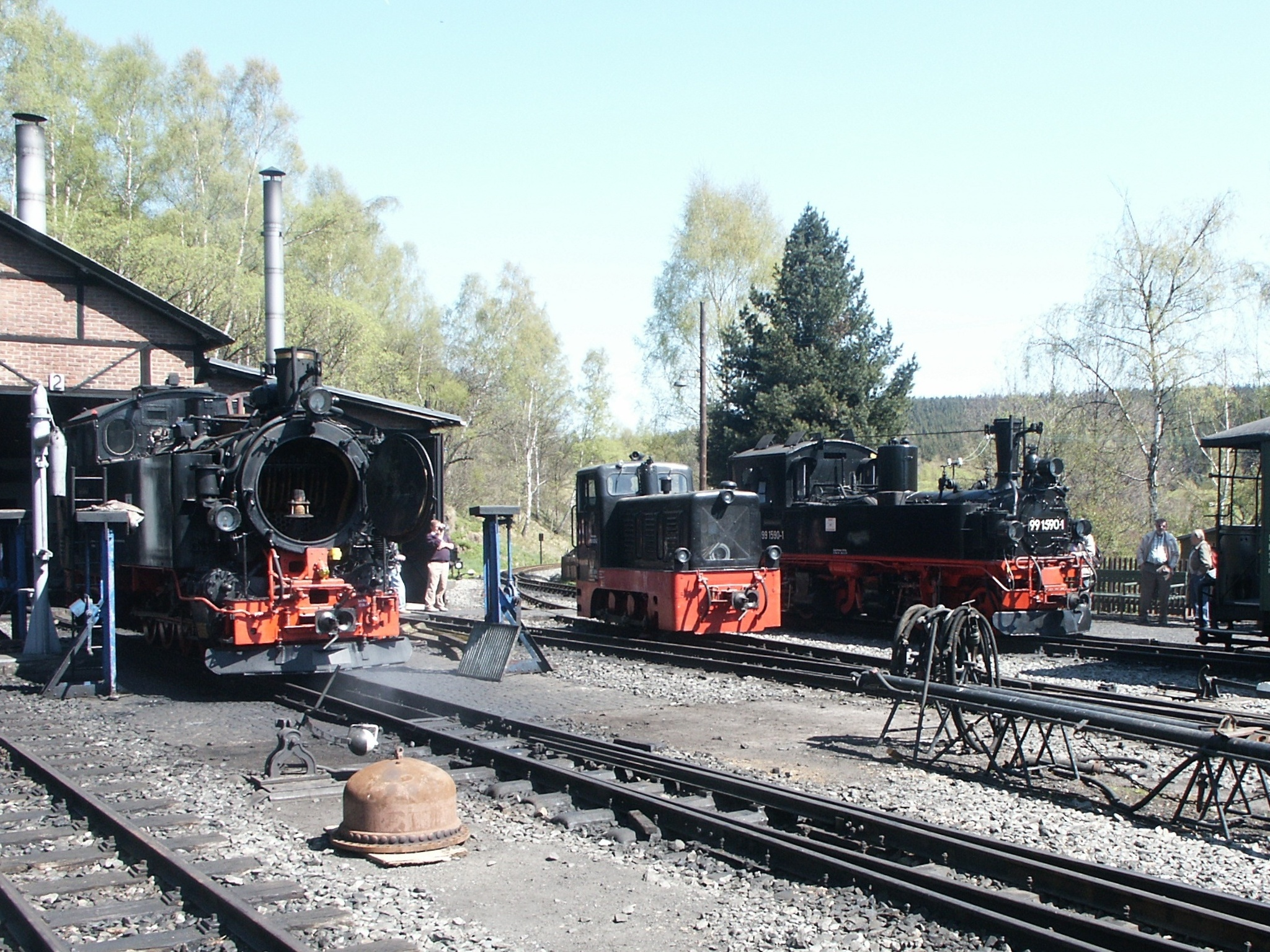
VI K 99 1715-4, V10c 199 009-2 a IV K 99 1590-1 v Jöhstadtu

- 5 vlastních parních lokomotiv (IV K 99 1542, 99 1568, 99 1590, 99 1781 (není v provozuschopném stavu), 99 4511
- 3 dieselové lokomotivy (Ns4 199 007, V10c 199 008, V10c 199 009)
- 12 osobních vozů
- 4 vozy pro přepravu zavazadel
- 14 nákladních vozů (z toho 10 úzkorozchodných a 4 normálněrozchodné)
- 8 podvalníkových vozů
- 7 drezín